# Суп з капустою (фільм)
«Суп з капу́стою» (або «Капу́стяні го́лови», фр. La Soupe Aux Choux) — французька кінокомедія 1981 року режисера Жана Жиро за однойменним романом Рене Фалле з Луї де Фюнесом і Жаном Карме в головних ролях.
Луї де Фюнес також є одним зі співавторів сценарію фільму.

## Сюжет
Два фермери (де Фюнес і Карме) коротають дні, балакаючи один з одним за пляшкою вина й тарілкою улюбленого капустяного супу. Одного чудового дня з неба на їхню ділянку спускається літаюча тарілка. З неї вилазить товстий і смішний інопланетянин і за допомогою смішних жестів і звуків намагається пояснити мету своєї місії на Землі. Поява інопланетного гостя змінює весь життєвий уклад героїв фільму.

## В ролях
- Луї де Фюнес — чоботар Клод Ратіньє
- Жан Карме — землекоп Франсіс Шерас на прізвисько Горбун
- Жак Вільре — інопланетянин з планети Оксо
- Крістін Дежу — Франсін, померла дружина Клода Ратіньє
- Клод Жансак — мадам Амелі Пуланжар, божевільна
- Анрі Жене — старший капрал жандармерії
- Марко Перрен — мер

## Цікаві факти
- Фільм також відомий своєю головною музичною темою, створеною композитором Раймоном Лефевром у стилі овернської народної мелодії і виконаною ним на синтезаторі[1].